# Lakewood, Illinois
Lakewood là một làng thuộc quận McHenry, tiểu bang Illinois, Hoa Kỳ. Năm 2010, dân số của làng này là 3811 người.

## Dân số
Dân số qua các năm:
- Năm 2000: 2337 người.
- Năm 2010: 3811 người.